# Nippononeta
Nippononeta là một chi nhện trong họ Linyphiidae.